# 122e méridien ouest
En géographie, le 122e méridien ouest est le méridien joignant les points de la surface de la Terre dont la longitude est égale à 122° ouest.

## Géographie

### Dimensions
Comme tous les autres méridiens, la longueur du 122e méridien correspond à une demi-circonférence terrestre, soit 20 003,932 km. Au niveau de l'équateur, il est distant du méridien de Greenwich de 13 581 km,.
Avec le 58e méridien est, il forme un grand cercle passant par les pôles géographiques terrestres.

### Régions traversées
En commençant par le pôle Nord et descendant vers le sud au pôle Sud, Le 122e méridien ouest passe par:
| Coordonnées           | Pays, territoire ou mer | Notes |
| --------------------- | ----------------------- | --- |
| 90° 00′ N, 122° 00′ O | Océan Arctique          | |
| 76° 26′ N, 122° 00′ O | Canada                  | Territoires du Nord-Ouest — Île du Prince-Patrick |
| 76° 02′ N, 122° 00′ O | Détroit de McClure      | |
| 74° 31′ N, 122° 00′ O | Canada                  | Territoires du Nord-Ouest — Île Banks |
| 71° 19′ N, 122° 00′ O | Golfe d'Amundsen        | |
| 69° 48′ N, 122° 00′ O | Canada                  | Territoires du Nord-Ouest — passe par le Grand lac de l'Ours Colombie-Britannique — à partir de 60° 00′ N, 122° 00′ O; passe par Chilliwack                     |
| 49° 00′ N, 122° 00′ O | États-Unis              | Washington Orégon — à partir de 45° 37′ N, 122° 00′ O Californie — à partir de 42° 01′ N, 122° 00′ O, passe juste à l'ouest de San José à 37° 20′ N, 121° 54′ O |
| 36° 58′ N, 122° 00′ O | Océan Pacifique         | |
| 60° 00′ S, 122° 00′ O | Océan Austral           | |
| 73° 35′ S, 122° 00′ O | Antarctique             | Liste des territoires non revendiqués |